# Microspathodon frontatus
Microspathodon frontatus är en fiskart som beskrevs av Emery, 1970. Microspathodon frontatus ingår i släktet Microspathodon och familjen Pomacentridae. Inga underarter finns listade i Catalogue of Life.